# Mahou (Mali)
Pour les articles homonymes, voir Mahou.
Mahou est une localité et une commune rurale du Mali, chef-lieu d'arrondissement dans le cercle de Yorosso et la région de Koutiala. Elle est située à quelques kilomètres de la frontière burkinabé.

## Villages
La commune s'étend sur 4 localités relevées lors du recensement général de 2009. 
Les villages les plus peuplés sont :
- Mahou (12 086 habitants)
- Sona (2 459 habitants)
- Son Banzi (1 013 habitants)

En 2023, la loi 2023-007 attribue à la commune 7 villages, fractions ou quartiers  :
- Mahou
- Sona
- Ouasso
- Son-Banzi
- Naforola
- Komé
- Kinkégnana